# Nicolaas Cortlever
Nicolaas Cortlever foi um jogador de xadrez dos Países Baixos, com diversas participações nas Olimpíadas de xadrez. Cortlever participou das edições entre 1939, 1950, 1952 e 1954. Em 1950 conquistou a medalha de prata individual no quarto tabuleiro.